# Pitze
Die Pitze (auch Pitzbach) ist ein rechter Zufluss des Inn. Sie durchfließt das Pitztal in Tirol und hat eine Länge von ca. 40 km, ihr Einzugsgebiet umfasst etwa 309 km².
Der Ursprung liegt auf der Nordabdachung des Alpenhauptkammes am Mittelbergferner im Gemeindegebiet von St. Leonhard im Pitztal. Die Wildspitze mit 3768 m Höhe gilt als höchste Erhebung im Einzugsgebiet. Die Mündung in den Inn liegt auf 705 m zwischen Arzl im Pitztal und Karres.
46 Gletscher mit einer Fläche von 35 km² bedecken mehr als zehn Prozent des Einzugsgebiets. Die Wasserführung entspricht aber nicht der Größe des Gebiets, denn seit 1964 wird sie in ihrem Oberlauf gefasst und zum Gepatsch-Speichersee im Kaunertal geleitet. Nur im obersten Bereich des Einzugsgebietes weist die Pitze eine natürliche, von stark wechselnden Abflussverhältnissen geprägte Wasserführung auf.
In den Sommermonaten verwandelt die Schnee- und Gletscherschmelze die Pitze in einen tosenden Gletscherbach, auch in einem niederschlagsarmen Jahr ist die Wasserführung in den Monaten Juni, Juli und August am höchsten. Im herannahenden Herbst geht die Wasserführung bereits im September stark zurück. Ursache sind die tieferen Temperaturen, die geringeren Niederschläge und das gelegentliche Absinken der Schneefallgrenze. Bei den manchmal schon im November einsetzenden niedrigen Temperaturen kommt es zu einer Vereisung der Wasserläufe und bei anhaltend niedrigen Temperaturen zur Grundeisbildung, die zu einem gefährlichen Ansteigen des Wasserstandes führen kann. Ihr Minimum erreicht die Wasserführung der Pitze in den Monaten Februar oder März.
Seit dem Bau der Wasserfassung in 1800 m Höhe verschwindet dort die Pitze in einem Stollen, nur an wenigen Tagen gibt es an der Fassungsstelle Überwasser. Der Überleitungsstollen nimmt auch Wasser vom Taschachbach, dem größten Zubringer der Pitze, zum Gepatschspeicher mit. Bei Wenns wird sie ein zweites Mal gefasst und dem TIWAG-Kraftwerk Imst zugeführt, womit das restliche Einzugsgebiet 30,5 km² beträgt.
Die Siedlungen im Bereich des inneren und mittleren Pitztals sind immer wieder von nennenswerten Hochwasserereignissen betroffen, während der Unterlauf kaum hochwassergefährdet ist, weil die Pitze hier in einer schluchtartigen Rinne, der Arzler Pitzeklamm, fließt und die Siedlungen auf höher gelegenen Terrassen angelegt sind.
Der Name erscheint in den schriftlichen Aufzeichnungen erstmals im Jahr 1276 (Bvzental). Im Tiroler Oberland bezeichnet Pitze eine kleine Teichanlage zum Auffangen des Bodenwassers in den Wiesen. Das Wort leitet sich vom mittelhochdeutschen bütze „Brunnen, Pfütze“ ab.

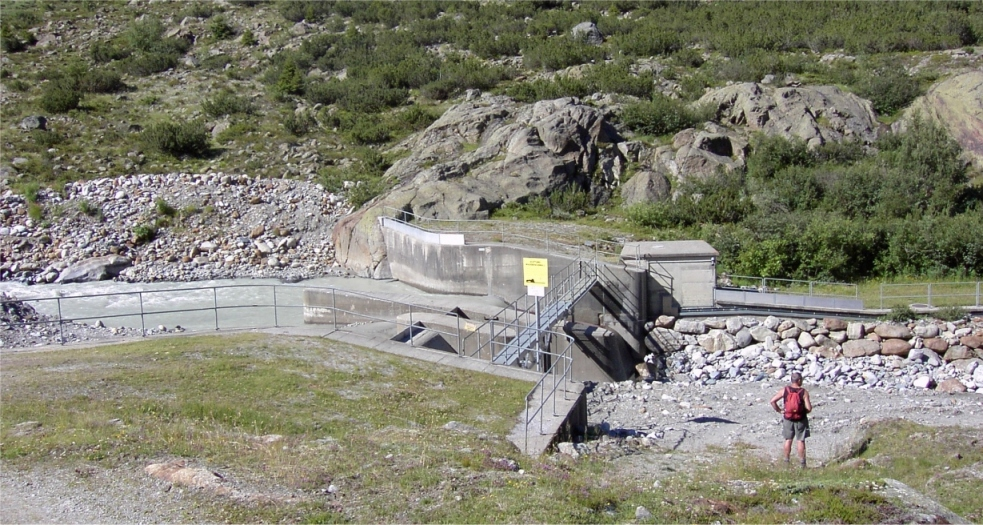
Tiroler Wehr, welches die Pitze ins Kaunertalkraftwerk ableitet
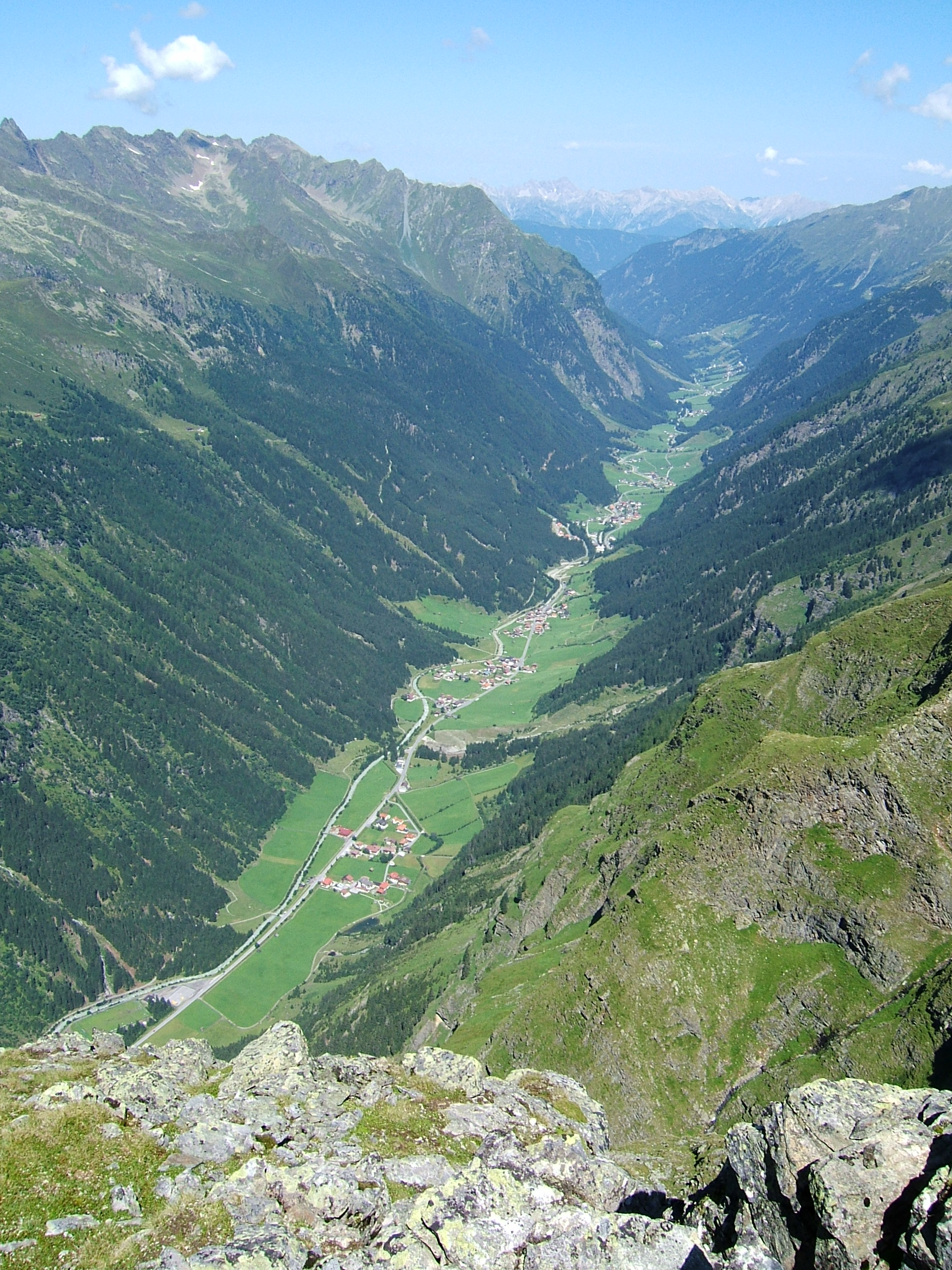
Blick auf das innere Pitztal, talauswärts
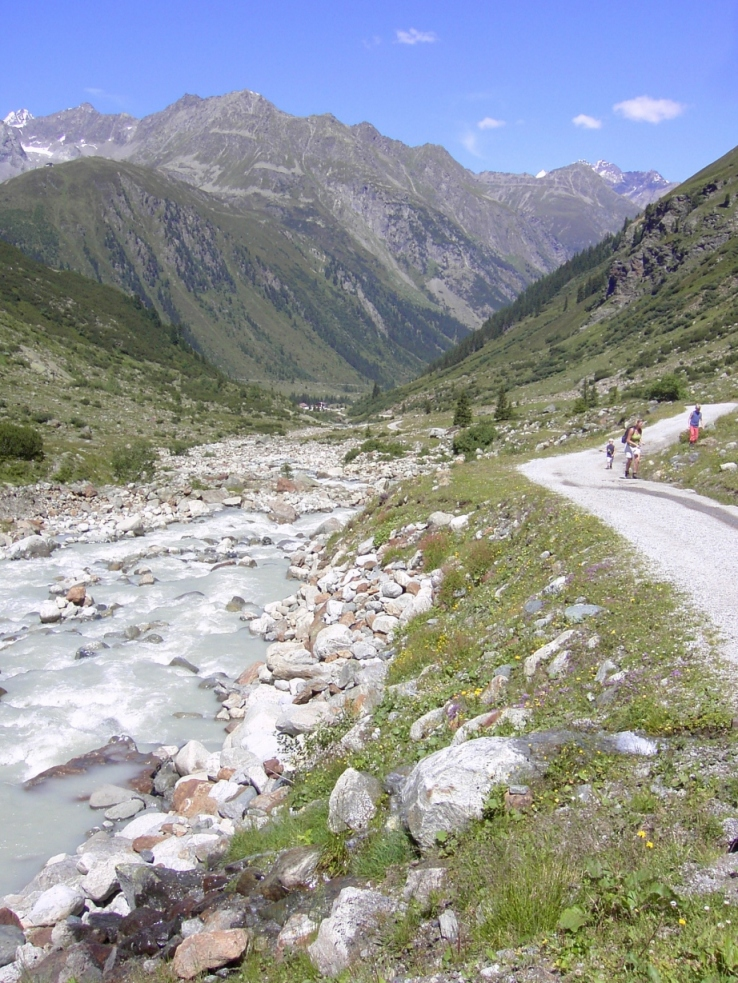
Oberlauf der Pitze
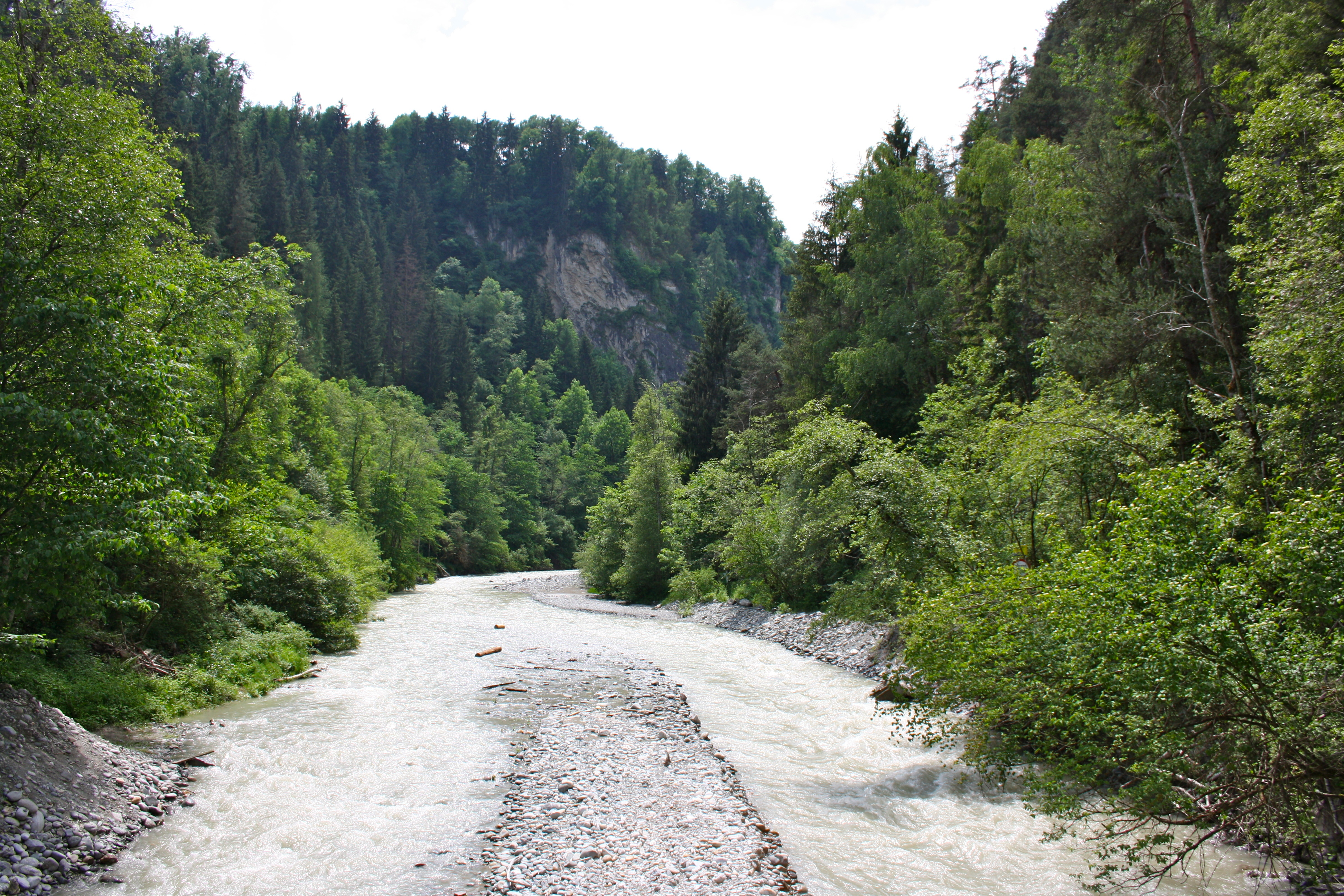
Arzler Pitzeklamm, kurz vor der Mündung in den Inn